# 50 kilomètres marche aux Jeux olympiques d'été de 1960
Navigation
Melbourne 1956 Tokyo 1964
L'épreuve du 50 kilomètres marche aux Jeux olympiques de 1960 s'est déroulée le 7 septembre 1960 avec une arrivée au Stade olympique de Rome, en Italie.  Elle est remportée par le Britannique Don Thompson.

## Résultats
| Rang               | Athlète              | Pays                       | Temps             | Notes |
| ------------------ | -------------------- | -------------------------- | ----------------- | ----- |
| Médaille d'or      | Don Thompson         | Grande-Bretagne            | 4 h 25 min 30 s 0 | OR    |
| Médaille d'argent  | John Ljunggren       | Suède                      | 4 h 25 min 47 s 0 |       |
| Médaille de bronze | Abdon Pamich         | Italie                     | 4 h 27 min 55 s 4 |       |
| 4                  | Oleksandr Shcherbyna | Union soviétique           | 4 h 31 min 44 s 0 |       |
| 5                  | Tom Misson           | Grande-Bretagne            | 4 h 33 min 3 s 0  |       |
| 6                  | Alex Oakley          | Canada                     | 4 h 33 min 8 s 6  |       |
| 7                  | Giuseppe Dordoni     | Italie                     | 4 h 33 min 27 s 2 |       |
| 8                  | Zora Singh           | Inde                       | 4 h 37 min 44 s 6 |       |
| 9                  | Anatoly Vedyakov     | Union soviétique           | 4 h 39 min 57 s 6 |       |
| 10                 | Antonio De Gaetano   | Italie                     | 4 h 41 min 1 s 6  |       |
| 11                 | Ladislav Moc         | Tchécoslovaquie            | 4 h 42 min 33 s 6 |       |
| 12                 | George Hazle         | Afrique du Sud             | 4 h 43 min 18 s 8 |       |
| 13                 | Max Weber            | Équipe unifiée d’Allemagne | 4 h 44 min 47 s 0 |       |
| 14                 | Svätopluk Sýkora     | Tchécoslovaquie            | 4 h 46 min 14 s 6 |       |
| 15                 | Ajit Singh           | Inde                       | 4 h 47 min 28 s 4 |       |
| 16                 | Horst Astroth        | Équipe unifiée d’Allemagne | 4 h 50 min 57 s 0 |       |
| 17                 | Josef Doležal        | Tchécoslovaquie            | 4 h 51 min 18 s 6 |       |
| 18                 | José Ribas           | Espagne                    | 4 h 51 min 20 s 0 |       |
| 19                 | Ron Laird            | États-Unis                 | 4 h 53 min 21 s 6 |       |
| 20                 | Frank O'Reilly       | Irlande                    | 4 h 54 min 40 s 0 |       |
| 21                 | Charles Sowa         | Luxembourg                 | 4 h 57 min 0 s 4  |       |
| 22                 | Louis Marquis        | Suisse                     | 5 h 00 min 13 s 0 |       |
| 23                 | Bruce MacDonald      | États-Unis                 | 5 h 00 min 47 s 6 |       |
| 24                 | John Allen           | États-Unis                 | 5 h 03 min 15 s 2 |       |
| 25                 | Alfred Leiser        | Suisse                     | 5 h 06 min 55 s 0 |       |
| 26                 | Mohamed Ben Lazhar   | Tunisie                    | 5 h 07 min 57 s 4 |       |
| 27                 | René Charrière       | Suisse                     | 5 h 09 min 0 s 8  |       |
| 28                 | Jacques Arnoux       | France                     | 5 h 10 min 22 s 0 |       |
| -                  | Albert Johnson       | Grande-Bretagne            |                   | DQ    |
| -                  | Grigory Klimov       | Union soviétique           |                   | DQ    |
| -                  | Guillermo Weller     | Argentine                  |                   | DQ    |
| -                  | Kurt Sakowski        | Équipe unifiée d’Allemagne |                   | DQ    |
| -                  | Noel Freeman         | Australie                  |                   | DQ    |
| -                  | Ronald Crawford      | Australie                  |                   | DQ    |
| -                  | Erik Söderlund       | Suède                      |                   | DNF   |
| -                  | Åke Söderlund        | Suède                      |                   | DNF   |
| -                  | Norman Read          | Nouvelle-Zélande           |                   | DNF   |
| -                  | Naoui Zlassi         | Tunisie                    |                   | DNF   |
| -                  | Béla Dinesz          | Hongrie                    |                   | DNF   |

## Légende
Records et Performances
- AR : Record continental (area record)
- CR : Record des championnats (championship record)
- MR : Record du meeting (meet record)
- NR : Record national (national record)
- OR : Record olympique (olympic record)
- PR : Record paralympique (paralympic record)
- PB : Record personnel (personal best)
- SB : Meilleure performance personnelle de la saison (season's best)
- WL : Meilleure performance mondiale de l'année (world leader)
- WJR : Record du monde junior (world junior record)
- WR : Record du monde (world record)

Circonstances et Conditions
- DNF : N'a pas terminé (did not finish)
- DNS : N'a pas pris le départ (did not start)
- DQ : Disqualification (disqualification)
- NM : Aucun essai valable enregistré (No Mark)
- Q : Qualifié « directement » au prochain tour (ou à la prochaine compétition), lors d'une compétition majeure, grâce au classement ou à la réalisation des minima (automatic qualifier)
- q : Qualifié au prochain tour (ou à la prochaine compétition), lors d'une compétition majeure, grâce au repêchage ou à la réalisation de l'une des meilleures performances parmi celles des « non qualifiés directement » (grâce au meilleur temps ou à la meilleure distance par exemple) (secondary qualifier)